# Embidobia urichi
Embidobia urichi är en stekelart som beskrevs av William Harris Ashmead 1896. Embidobia urichi ingår i släktet Embidobia och familjen Scelionidae. Inga underarter finns listade i Catalogue of Life.